# Johan Herbschleb

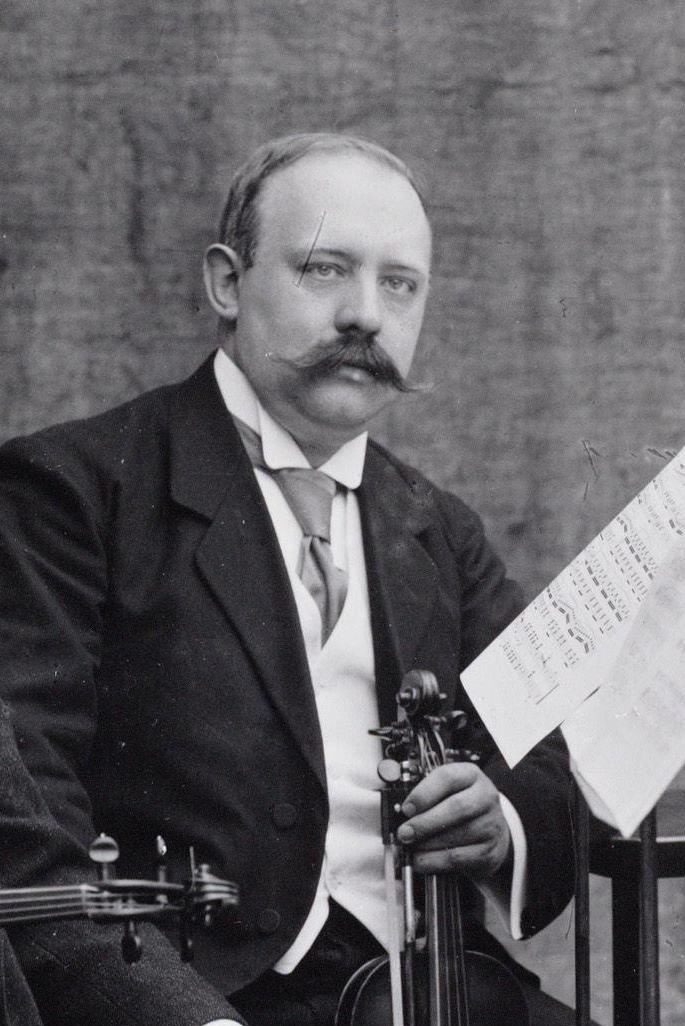
Johan Herbschleb in 1913

Johan Christiaan Herbschleb (Amsterdam, 3 april 1875 - Amsterdam, 17 augustus 1935) was een Nederlands violist.
Hij was zoon van bakker Johan Frederik Herbschleb  en Clasina Margaretha Jacoba van Ollefen. Hijzelf was getrouwd met de de Leidse Maria Bertha Knaap (echtscheiding 1924) en Amsterdamse Erna Irene Caro (1902-1987). Hij werd begraven op de De Nieuwe Ooster. Bij zijn begrafenis kwamen leerlingen en collegae uit de muziekwereld, maar ook Jet van Dam van Isselt (Hoofd kunstzaken gemeente Amsterdam) was aanwezig.
Hij kreeg in zijn jeugd lessen van de Hilversumse Albert van Doorn en Christiaan Timmner, die laatste was eerste en soloviolist van het Concertgebouworkest. Herbschleb kon zelf al op zeventienjarige leeftijd aanschuiven bij dat symfonieorkest. Hij promoveerde van tweede violiste naar eerste violist en in 1904 naar tweede concertmeester. Hij zou er 42,5 jaar spelen en zekere 113 keer als solist met het orkest optreden. Vlak voor zijn pensioen (gedwongen; hij wilde eigenlijk niet met pensioen) ontving hij voor die werkzaamheden de Concertgebouwmedaille. In 1935 volgde nog een benoeming tot ridder in de Orde van Oranje-Nassau. 
Herbschleb was van de generatie, die het (jonge) volk nog wilde verheffen. In dat kader kan ook zijn lidmaat- en voorzitterschap van Maatschappij Caecilia gezien worden (eerlijker vergoeding). Herbschleb was innig bevriend met Willem Mengelberg. Zijn overlijden was landelijk nieuws.